# Jinty Jamieson
Jinty Jamieson (eigentlich Jean Hamilton Jamieson; * 20. November 1949) ist eine ehemalige britische Weitspringerin.
Bei den British Commonwealth Games 1970 in Edinburgh wurde sie für Schottland startend Achte.
Ihre persönliche Bestleistung von 6,07 m stellte sie am 3. September 1970 in Turin auf.